# Sphaeromopsis mourei
Sphaeromopsis mourei là một loài chân đều trong họ Sphaeromatidae. Loài này được Loyola e Silva miêu tả khoa học năm 1960.